# Rio Bârzava (Timiș)
O Rio Bârzava (em romeno) ou Brzava (em sérvio; Брзава) é um rio da Romênia e da Sérvia, afluente do Timiș, que nasce no distrito romeno de Caraș-Severin e desagua perto de Botoš, na Voivodina, Sérvia.